# San Vincenzo Valle Roveto
San Vincenzo Valle Roveto è un comune italiano di 2 065 abitanti della provincia dell'Aquila in Abruzzo.

## Geografia fisica
Il paese è situato a un'altitudine di 388 metri m s.l.m. lungo la valle Roveto, nella Marsica. Il borgo originario, situato in altura, fu gravemente danneggiato dal terremoto di Avezzano del 1915. Il nuovo nucleo urbano venne ricostruito più a valle lungo la strada statale 82 della Valle del Liri. Il territorio comunale, attraversato dal corso del fiume Liri, è dominato dal Pizzo Deta e dai monti Ernici. Confina a sud con Balsorano, a nord con Civita d'Antino, ad est con Collelongo e ad ovest con l'area di Veroli e della provincia di Frosinone. Segna a sud-est i confini dell'Abruzzo con il Lazio.

## Storia

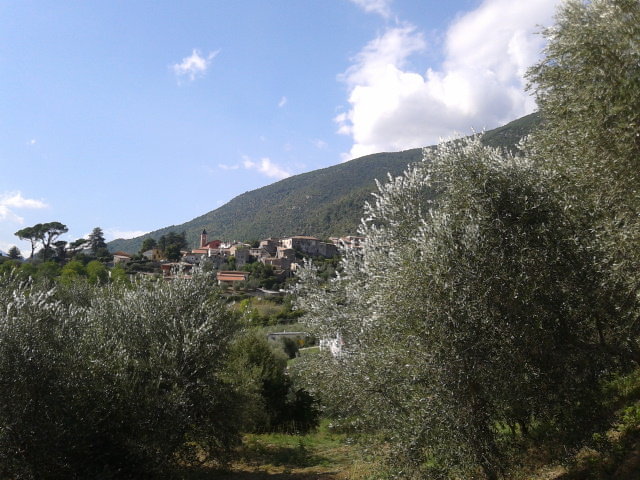
Panoramica di San Vincenzo Superiore

Il borgo medioevale, databile intorno all'anno mille, si è sviluppato nei pressi della chiesa dedicata a san Vincenzo martire, patrono del paese. La chiesa dipendeva già nei secoli XI-XII dall'abbazia di Casamari, nella limitrofa provincia di Frosinone. La storia del paese è stata sempre legata a quella del vicino e più importante castello medievale di Morrea, molto probabilmente già presente in antichi documenti risalenti all'anno 702 con il nome presumibilmente fallato di "Horrea".
Il territorio di San Vincenzo appartenne ai conti di Albe, di Celano e ai baroni del confinante centro di Balsorano. Il periodo di maggior sviluppo del paese si ebbe durante il Settecento, periodo in cui il centro divenne un comune autonomo fino all'eversione feudale del 1806. Inglobato dal comune centrale di Civita d'Antino, riconquistò l'autonomia amministrativa nel 1816 assumendo la denominazione di San Vincenzo Valle Roveto e includendo nel suo territorio comunale i centri di Castronovo, Morrea, e Roccavivi e San Giovanni.
Come tutto il territorio rovetano anche San Vincenzo subì gravissimi danni a causa del Terremoto della Marsica del 1915. Dopo tale drammatico evento una parte del paese venne delocalizzato più a valle lungo la strada statale 82 della Valle del Liri dove nel nuovo borgo, chiamato San Vincenzo Inferiore, venne trasferita la sede comunale.
Nel 1952 si verificò a Mignano Monte Lungo, in provincia di Caserta, la tragedia di Cannavinelle, una delle più gravi sciagure del secondo dopoguerra. All'interno di una galleria di derivazione di una centrale dell'Enel morirono a causa di un'esplosione 42 persone, molte delle quali provenienti da San Vincenzo e da altri comuni della valle Roveto.

### Simboli
Lo stemma e il gonfalone sono stati concessi con decreto del presidente della Repubblica del 19 novembre 1999.
Il gonfalone è un drappo partito di verde e di bianco.

## Monumenti e luoghi d'interesse

### Architetture religiose

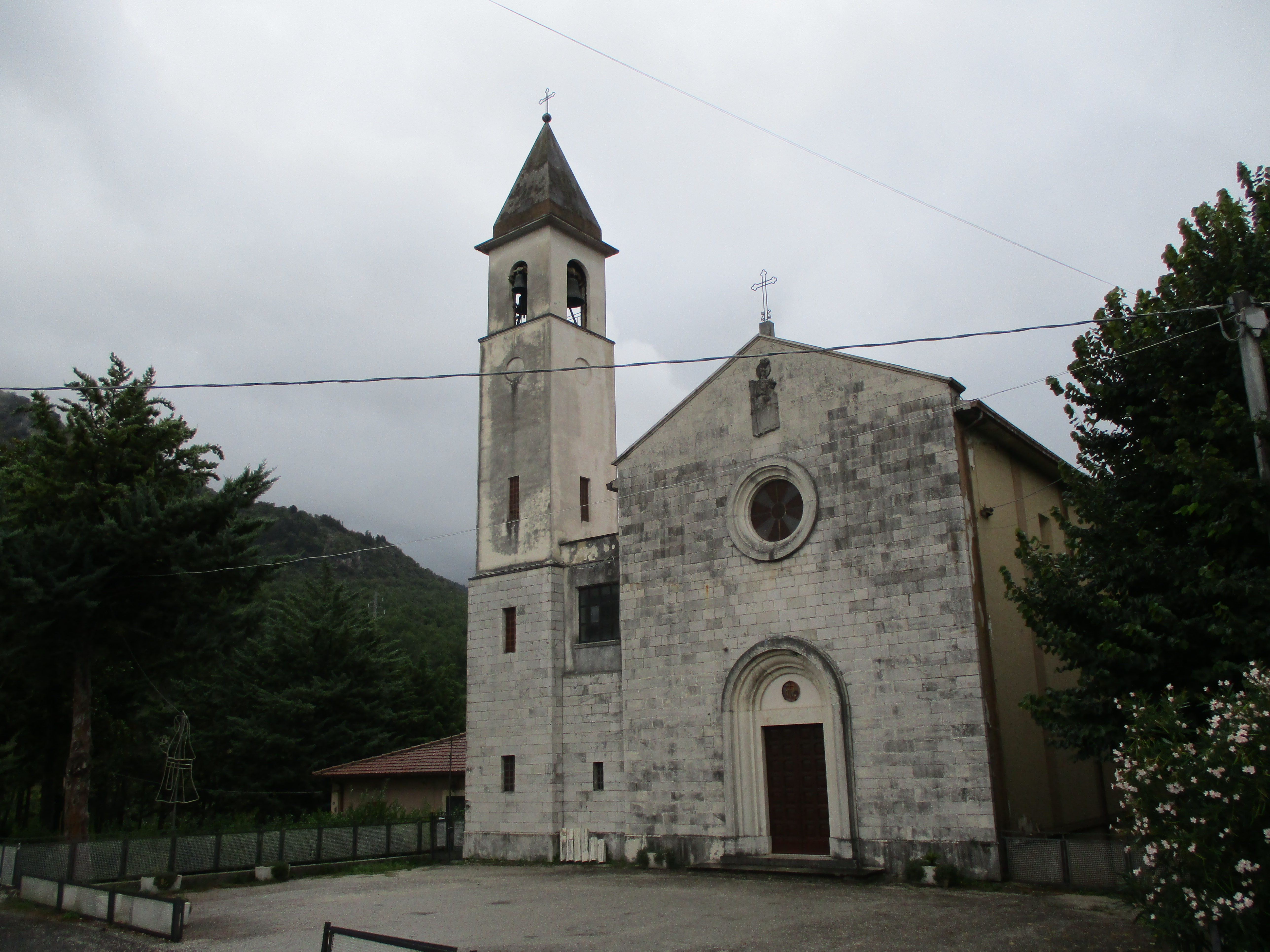
Chiesa di Santa Restituta

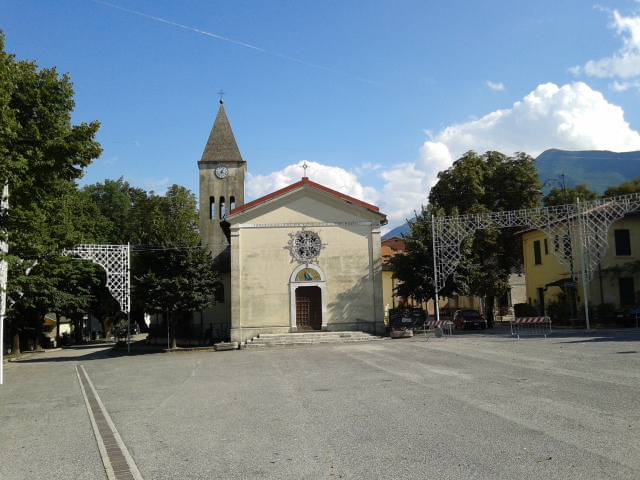
Chiesa di Santa Maria a San Vincenzo Inferiore

Chiesa di Santa RestitutaChiesa situata lungo la strada statale 82 della Valle del Liri in località Le Rosce - Santa Restituta. In origine dedicata anche a San Bartolomeo è uno degli edifici di culto più antichi della valle Roveto. Nominata per la prima volta in un documento del X secolo citato nella successiva opera Chronica sacri monasterii casinensis di Leone Marsicano, è stata gravemente danneggiata dal terremoto della Marsica del 1915 e ricostruita negli anni venti. La nuova chiesa inglobò la struttura precedente. Nuovamente devastata dai bombardamenti alleati del 1944 è stata ricostruita più grande negli anni cinquanta. Conserva un affresco di Restituta di Sora risalente con ogni probabilità tra il IX e il X secolo. L'opera tornata alla luce nei primi anni settanta è stata ripulita e restaurata nel 1975 dal maestro Biagio Cascone.
Eremo della Madonna del RomitorioEdificio di culto situato a 625 m s.l.m. a circa un chilometro da San Vincenzo Superiore, lungo il sentiero che conduce nel borgo di Morrea.
- Chiesa di Santa Maria situata a San Vincenzo Inferiore.
- Chiesa di San Rocco a San Vincenzo Superiore.
- Chiesa della Madonna della Pietà a San Vincenzo Superiore.
- Chiese di San Michele Arcangelo e San Sebastiano a Morrea.
- Chiesa dei Santi Giovanni Battista ed Evangelista a San Giovanni Vecchio.
- Ruderi della chiesa e cappella dell'Annunziata a San Giovanni Vecchio.
- Chiesa di San Gioacchino a San Giovanni Nuovo.
- Chiesa di San Nicola a Castronovo.
- Chiese di Santa Maria Assunta e di San Rocco a Roccavivi.
- Santuario della Madonna delle Grazie a Roccavivi[11].

### Architetture militari
Castello di MorreaAlla fine del Quattrocento appartenne ai Piccolomini e successivamente ai Colonna. Venne edificato nelle forme rinascimentali alla fine del XV secolo sulla base di un preesistente castello-recinto databile tra l'XI e il XII secolo. La rocca cadde in abbandono dopo il terremoto della Marsica del 1915. Presenta una pianta rettangolare dotata di quattro torri circolari. Dopo i gravi danni causati dal sisma del 1915 una di esse è stata adeguata ad una forma rettangolare. Il corpo centrale è integro ed ha le forme di un palazzo con beccatelli sul tetto.
Torre medievale di RoccaviviVenne edificata con ogni probabilità durante il X secolo dai conti dei Marsi a 895 m s.l.m. in comunicazione visiva con le primordiali strutture militari del castello-recinto di Morrea e del castello di Balsorano. Intorno alla torre, di cui restano i ruderi, fu fondato tra l'XI e il XII secolo il borgo originario fortificato di Roccavivi, noto come Roccavecchia, distrutto dalla frana del 1616. Terminate le esigenze di controllo del "Vado di Rocca" la torre fu gradualmente abbandonata.

### Aree naturali
- Pizzo Deta
- Monte del Passeggio

## Società

### Evoluzione demografica
Abitanti censiti

### Tradizioni e folclore
Il 22 gennaio di ogni anno si svolge la festa del santo patrono san Vincenzo di Saragozza.
Nel mese di novembre si svolge "Frantoi Aperti", evento enogastronomico finalizzato alla valorizzazione degli olii extra vergine di oliva Alvia e Monicella prodotti localmente.

## Geografia antropica

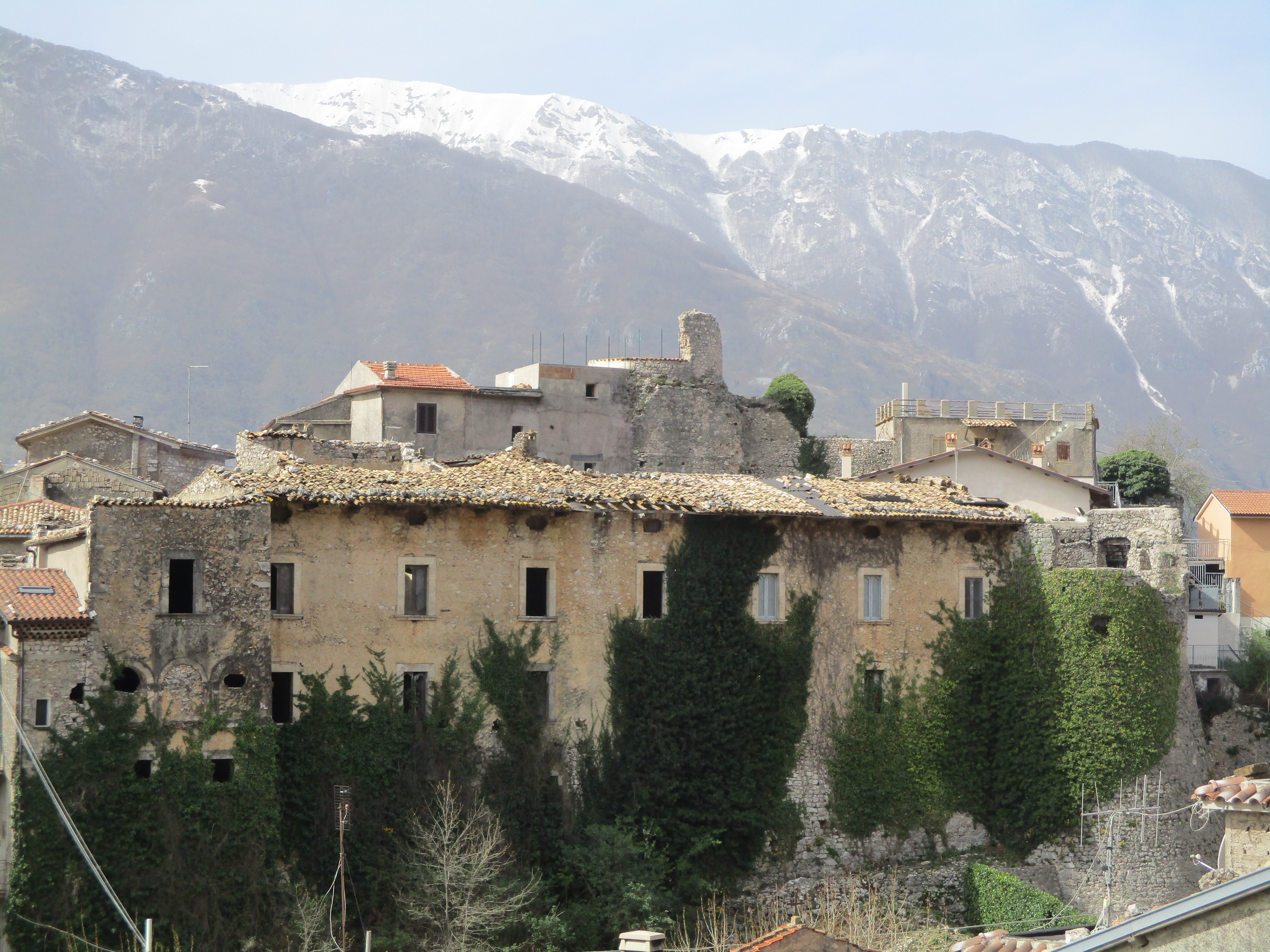
Veduta di Morrea e del Castello Piccolomini

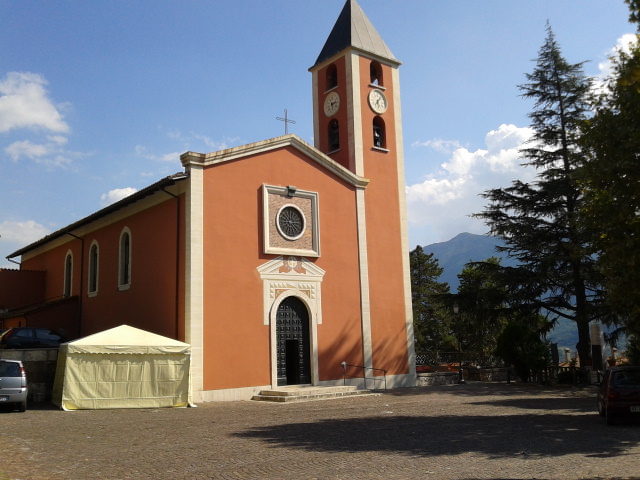
Chiesa di San Rocco a San Vincenzo Superiore

### Frazioni
Il borgo di Morrea situato in posizione di altura rispetto a San Vincenzo capoluogo è caratterizzato dalle antiche case e da una porta urbica medievale con arco a tutto sesto. Caratterizzano il borgo antico le due chiese e l'antica fortezza Piccolomini.
I centri di San Vincenzo Superiore e San Giovanni Vecchio sono stati quasi completamente distrutti dal terremoto della Marsica del 1915. I borghi semi disabitati sono stati lentamente ricostruiti, diventando meta di villeggiatura specie nei periodi estivi.
Roccavivi è la frazione più popolosa del comune. Il borgo, situato sul versante occidentale della valle Roveto, conserva un aspetto architettonico antico, avendo subito danni non irreparabili dal sisma del 1915.
Altre frazioni sono Castronovo, Le Rosce - Santa Restituta (località detta anche Morrea Inferiore), San Giovanni Valle Roveto, San Giovanni Vecchio, San Vincenzo Superiore e Velarde.

## Economia

### Artigianato
Tra le attività economiche più tradizionali, diffuse e rinomate vi sono quelle artigianali, come la produzione di canestri dovuta alla maestria degli intrecciatori locali.

### Turismo
San Vincenzo Valle Roveto fa parte dell'associazione nazionale Borghi autentici d'Italia.

## Infrastrutture e trasporti

### Strade

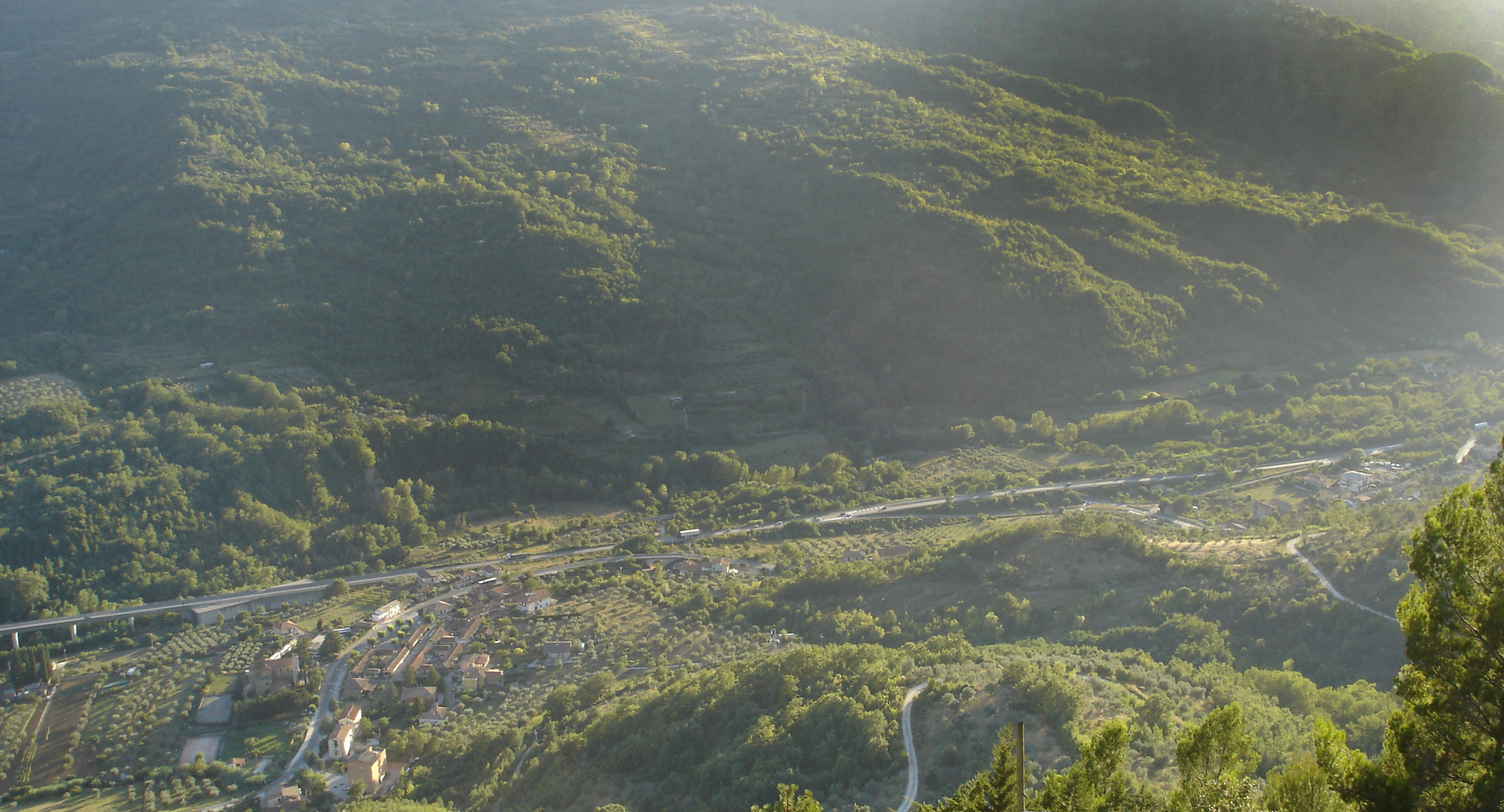
Superstrada del Liri nei pressi di San Vincenzo Valle Roveto

La strada statale 690 Avezzano-Sora, detta anche "superstrada del Liri", attraversa il territorio comunale servendolo con due svincoli San Vincenzo Valle Roveto e Le Rosce (Santa Restituta).
La strada Statale 82 della Valle del Liri attraversa il comune di San Vincenzo Valle Roveto collegandolo con Avezzano, in direzione nord e Sora e Cassino, in direzione sud.

### Ferrovie
La ferrovia Avezzano-Roccasecca attraversa il comune di San Vincenzo servendo con la stazione del capoluogo comunale e quelle di Morrea-Castronovo-Rendinara e Roccavivi.

## Amministrazione
Sul sito del Ministero dell'interno sono disponibili i dati di tutte le elezioni amministrative di San Vincenzo Valle Roveto dal 1985 ad oggi.
| Periodo        | Periodo        | Primo cittadino         | Partito                              | Carica      | Note   |
| -------------- | -------------- | ----------------------- | ------------------------------------ | ----------- | ------ |
| 1968           | 5 giugno 1993  | Pietro Venice De Paulis |                                      | Sindaco     | [ 20 ] |
| 6 giugno 1993  | 26 aprile 1997 | Emidio Stallocca        | PRC                                  | Sindaco     |        |
| 27 aprile 1997 | 12 maggio 2001 | Emidio Stallocca        | Lista civica                         | Sindaco     |        |
| 13 maggio 2001 | 28 maggio 2006 | Carlo Rossi             | Lista civica                         | Sindaco     |        |
| 29 maggio 2006 | 15 maggio 2011 | Carlo Rossi             | Liste civiche di centro-sinistra     | Sindaco     |        |
| 16 maggio 2011 | 4 giugno 2016  | Giulio Lancia           | Lista civica Insieme verso il futuro | Sindaco     |        |
| 5 giugno 2016  | 29 luglio 2021 | Giulio Lancia           | Lista civica Insieme verso il futuro | Sindaco     | [ 21 ] |
| 30 luglio 2021 | 3 ottobre 2021 | Giovanni Todini         |                                      | Comm. pref. |        |
| 4 ottobre 2021 | in carica      | Carlo Rossi             | Lista civica Amministrare insieme    | Sindaco     |        |